# Nako (Burkina Faso)
Pour les articles homonymes, voir Nako.
Pour le département et la commune rurale, voir Nako (département).
Nako est un village et le chef-lieu du département et la commune rurale de Nako, situé dans la province du Poni et la région du Sud-Ouest au Burkina Faso.

## Géographie
Nako est situé à 35 km au nord-est de Gaoua, le chef-lieu de la région et la plus grande ville du sud-ouest du pays, et à environ 12 km à l'ouest de la frontière ghanéenne. La route nationale 12, allant vers le nord du pays, est distante d'environ 20 km par la route régionale 30.

## Histoire
Selon la tradition orale, le village aurait été l'un des premiers fondés dans le futur département de Nako par Dah Youlbou et ses deux frères, venus du Ghana pour fuir la colonisation anglaise au début du XXe siècle ; les deux frères s'établirent à Mouléra et Oussoupèra-Fétéo, tandis que Youlbou fonde successivement Banipoulé, Sandora, Boulimbié et enfin Nako qui signifie en langue lobi « sacrificateur de bœuf ».

## Santé et éducation
Nako accueille un centre de santé et de promotion sociale (CSPS) tandis que le centre hospitalier régional (CHR) de la province se trouve à Gaoua.